# Alak
Alak (arab. آلاك, fr. Aleg) – miasto w południowej Mauretanii, stolica regionu Al-Barakina. Alak leży ok. 250 kilometrów na południowy wschód od Nawakszutu przy Route de l’Espoir („Drodze Nadziei”) – trasie komunikacyjnej łączącej Nawakszut z An-Namą. Miasto jest ważnym węzłem komunikacyjnym, położonym w połowie drogi między Kifą – jednym z większych miast na południu Mauretanii – a stolicą kraju Nawakszutem. Dodatkowo drogi odchodzą stąd na południe w kierunku Kajhajdi.